# Misioneros valencianos en América

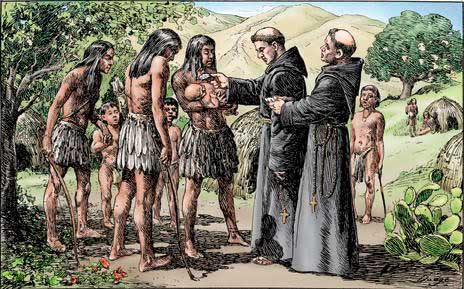
Misioneros franciscanos evangelizando en el Nuevo Mundo

La presencia de misioneros valencianos en América se remonta a la época de la colonización española en los siglos XV y XVI. Durante este período, España envió numerosos misioneros, entre ellos muchos valencianos, con el propósito de cristianizar a las poblaciones indígenas y establecer instituciones religiosas en el Nuevo Mundo.
Uno de los grupos más destacados de misioneros valencianos en América fueron los miembros de las órdenes religiosas, especialmente los franciscanos, dominicos y jesuitas. Estas órdenes desempeñaron un papel crucial en la evangelización de las poblaciones indígenas, la construcción de iglesias y la difusión de la cultura europea en América Latina.
Es importante destacar que los misioneros no solo llevaron consigo la religión católica, sino también conocimientos en diversas disciplinas, como la agricultura, la medicina y la arquitectura. Su presencia dejó una huella duradera en la cultura y la sociedad de las regiones donde trabajaron.
Cabe mencionar que la labor de los misioneros en América no estuvo exenta de críticas, ya que, en algunos casos, se vieron involucrados en conflictos con las poblaciones indígenas y fueron parte del proceso de colonización que tuvo impactos negativos en las comunidades originarias.

## Labor lingüística
Los misioneros  tuvieron un importante papel en el ámbito lingüístico durante su labor en América. Al llegar a nuevas tierras con poblaciones indígenas que hablaban lenguas diferentes, los misioneros reconocieron la necesidad de aprender los idiomas locales para llevar a cabo su labor evangelizadora de manera más efectiva. Su enfoque lingüístico tenía como objetivo principal traducir textos religiosos, como la Biblia y los catecismos, para que pudieran ser comprendidos por las comunidades indígenas.
La labor lingüística de los misioneros incluyó
1. Estudio de las lenguas locales: Los misioneros se dedicaron a aprender las lenguas indígenas para poder comunicarse con las poblaciones locales. Esto implicaba estudiar la gramática, vocabulario y estructuras lingüísticas de las lenguas autóctonas.
2. Creación de alfabetos y gramáticas: Muchos misioneros elaboraron alfabetos y gramáticas para las lenguas indígenas con el fin de facilitar la escritura y la enseñanza. Estos documentos se utilizaron para la traducción de textos religiosos y la creación de materiales educativos.
3. Traducción de textos religiosos: Uno de los aspectos más destacados de la labor lingüística de los misioneros fue la traducción de los textos sagrados, como la Biblia, oraciones y catecismos, a las lenguas lindígenas. Esto permitía que las comunidades indígenas tuvieran acceso a las enseñanzas cristianas en sus propios idiomas, facilitando de esta forma la evangelización de la doctrina cristiana. El profesor Vega Cernuda acuñó el término TsOT para referirse a la Traducción sin Original Textualizado, que se basa en poner por escrito la lengua hablada.[2]
4. Educación bilingüe: Los misioneros establecieron escuelas donde enseñaban a leer y escribir en las lenguas indígenas, utilizando materiales educativos traducidos. Esto contribuyó a la alfabetización de las poblaciones locales.
5. Preservación de las lenguas locales: La labor lingüística de los misioneros procuró preservar las lenguas indígenas al ponerlas por escrito, creando de esta forma registros lingüísticos.

## Enseñanza y difusión del español
Aparte de su intensa labor en el campo de las traducciones y de tratar de preservar las lenguas indígenas, los misioneros lingüistas tuvieron también como objetivo el de enseñar y difundir la lengua española.
A medida que se iban estableciendo las misiones y se evangelizaban las mismas, se consideró imprescindible que los indígenas aprendieran el español.
Algunas de las razones pudieron ser:
1. Para facilitar la comunicación de cara a la transmisión de las enseñanzas religiosas y mejor desempeño de la vida cotidiana dentro de las misiones.
2. La evangelización: una vez aprendían español, los indígenas tenían la posibilidad de acceder a los textos religiosos escritos en su idioma original.
3. Integración cultural y social: la difusión del español sirvió como un medio para integrar las comunidades indígenas en la sociedad colonial. Conocer español permitía así a las personas pertenecientes a la misma, el participar en actividades sociales, comerciales y administrativas.
4. Preservar la identidad colonial: contribuyendo a mantener la identidad de la colonia